# Rocheport
Rocheport – miasto w Stanach Zjednoczonych, w stanie Missouri, w hrabstwie Boone.